# 3. SS-Panzer-Division Totenkopf

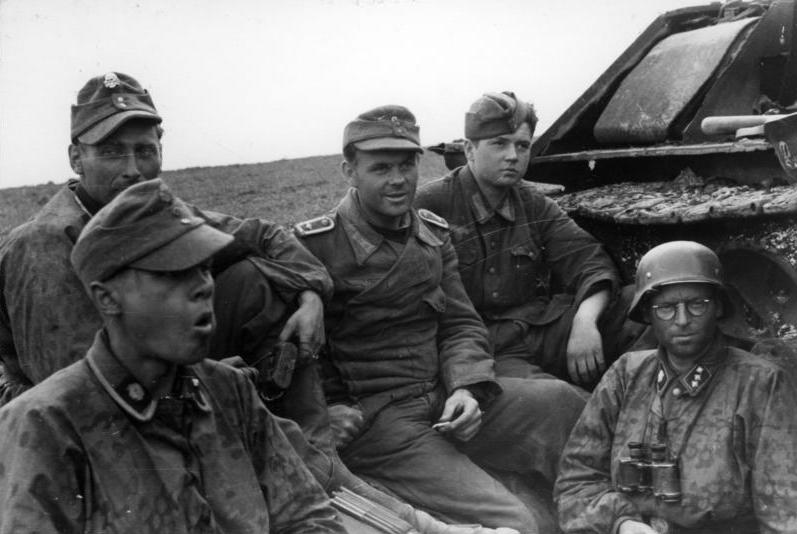
Soldater från SS-Division Totenkopf under rast. Rumänien 1944.

3. SS-Panzer-Division Totenkopf (tyska för ’dödskalle’), även SS-Totenkopf Division, var en pansardivision inom Waffen-SS. Divisionen stred i Frankrike 1940 och på östfronten 1941–1945.

## Historik
Divisionen bildades i oktober 1939 av officerare ur de så kallade SS-Verfügungstruppen samt personal från koncentrationslägervaktförbanden SS-Totenkopfverbände jämte soldater ur SS-hemvärnet i Danzig. Divisionen hölls till att börja med i reserv under fälttåget i väst, men den sattes snart in vid fronten i Belgien. Jämfört med andra förband drabbades den av stora förluster. SS-Totenkopfs förste divisionschef blev förre inspektören för koncentrationslägerväsendet SS-Gruppenführer Theodor Eicke, senare stupad i Ryssland.
Ansluten till Heeresgruppe Nord deltog divisionen vid Operation Barbarossa och avancerade genom Baltikum till Leningrad där den blev kvar till Röda arméns motoffensiv då den tvingades tillbaka och omringades vid Demjansk. I mars 1942 lyckades den slå sig fri och stred sedan vid östfronten fram till oktober 1944 då den överfördes till Frankrike för upprustning. 
Divisionen återfördes till östfronten och deltog i striderna vid Kursk och Charkov. I december 1944 sändes förbandet till Ungern men misslyckades att erövra Budapest.
Divisionen kapitulerade i Österrike till amerikanska styrkor men överfördes omedelbart till sovjetiska förband, och endast ett fåtal överlevde fångenskapen i Sovjetunionen.

## Totenkopf
Totenkopf, dödskallen, kom under andra världskriget att bli förknippad med nazismen och Tredje riket. Nazisterna hade sin egen design, men tidigare varianter av Totenkopf användes som symbol långt innan nazisterna tog makten i Tyskland. De preussiska livgardena, Leib-Husaren, hade exempelvis en dödskalle som symbol när dessa grundades för första gången 1741 av Fredrik den store. En symbol som de förde vidare från Cronbergs kyrassiärer under trettioåriga kriget. Därtill har Totenkopf aldrig varit en uttryckligen politisk symbol, utan ett strikt militärt emblem.
Schwarzes Korps, hertig Fredrik Vilhelm av Braunschweigs husarer, började 1809 att använda svarta uniformer som utsmyckades med en dödskalle. Symbolen skilde sig från den preussiska dödskallen som saknade underkäke medan Braunschweigs husarer hade en dödskalle som var höjd över benknotorna. Båda dessa typer användes även under första världskriget av olika typer av specialförband såsom pansartrupper och Sturmabteilungen (stormtrupper).
Under mellankrigstiden började en del av frikårerna (exempelvis Freikorps Brüssow och Rossbach) också att använda dödskallar som symbol. Stoßtrupp Adolf Hitler (ur vilken SS utvecklades) tog 1923 dödskallen som sin symbol, eftersom den kommit att symbolisera motståndet mot Weimarrepubliken och kommunismen. SS använde den preussiska varianten fram till 1934, då den ersattes och fick ett nytt stiliserat utseende som SS kom att använda fram till Tredje Rikets fall 1945.

## Befälhavare
- SS-Gruppenführer Theodor Eicke (1 november 1939 – 7 juli 1941)
- SS-Gruppenführer Matthias Kleinheisterkamp (7 juli 1941 – 18 juli 1941)
- SS-Brigadeführer Georg Keppler (18 juli 1941 – 19 september 1941)
- SS-Obergruppenführer Theodor Eicke (19 september 1941 – 26 februari 1943)
- SS-Brigadeführer Max Simon (26 februari 1943 – 27 april 1943)
- SS-Oberführer Heinz Lammerding (27 april 1943 – 1 maj 1943) (stf för Max Simon)
- SS-Oberführer Hermann Priess (1 maj 1943 – 10 oktober 1943) (stf för Max Simon)
- SS-Oberführer Hermann Priess (10 okt 1943 – 20 juni 1944)
- SS-Standartenführer Karl Ullrich (20 juni 1944 – 13 juli 1944)
- SS-Brigadeführer Helmuth Becker (13 juli 1944 – 8 maj 1945)